# Ringwall Venne

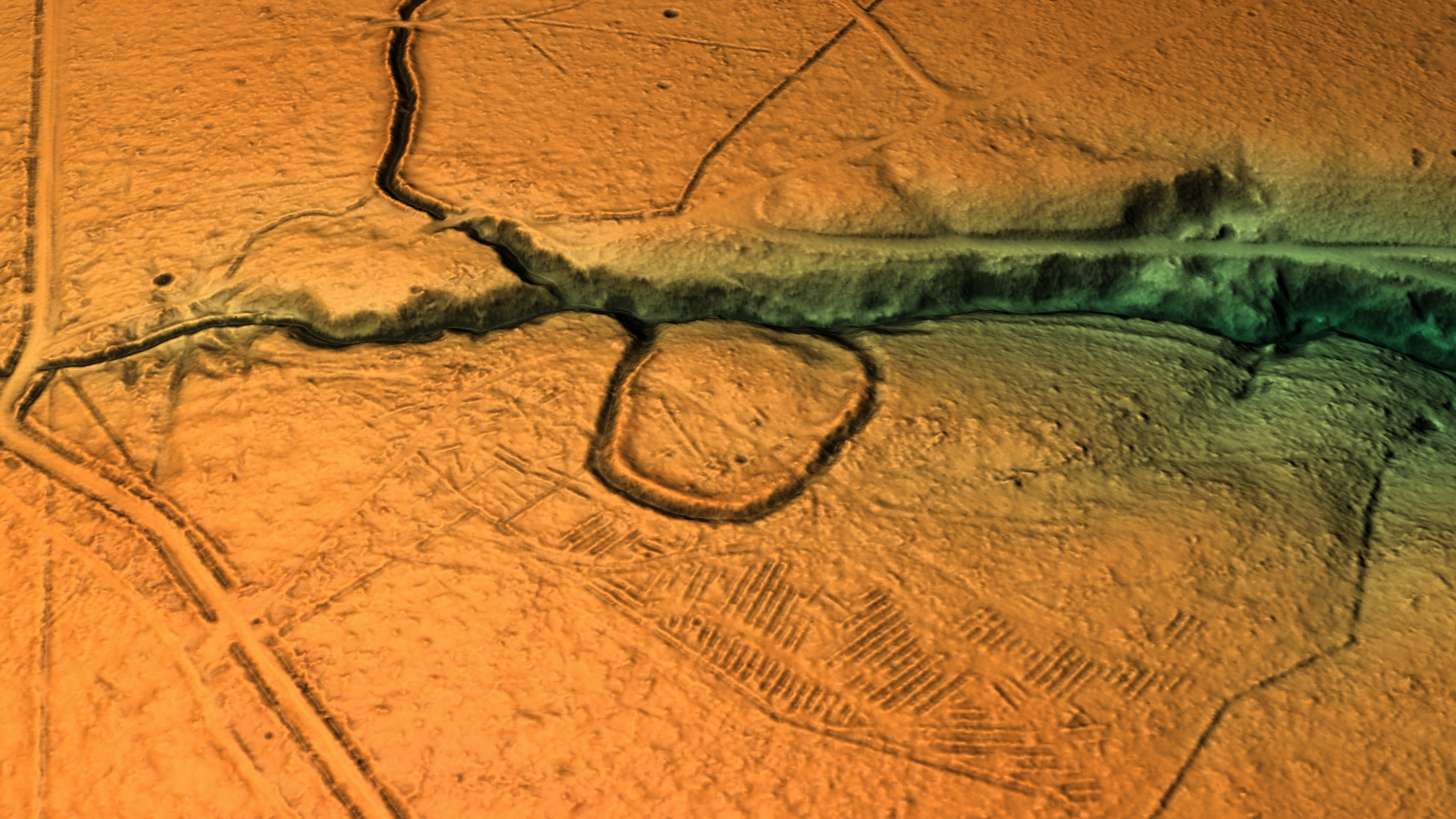
3D-Ansicht des digitalen Geländemodells

Der Ringwall Venne ist ein archäologisches Denkmal im Kottenforst bei Bonn-Schweinheim.
Der grob rechteckige Ringwall mit den abgerundeten Ecken ist an die Südseite des Vennegrabens angelegt worden. Er hat einen vorgelagerten 7 m breiten Graben und eine Basisbreite von 3 m.
Die Anlage diente als Fliehburg und stammt aus dem frühen Mittelalter. Die Anlage wird wegen der Funde im Inneren auf das 10.–12. Jahrhundert datiert. Die Häuser im Inneren waren schiefergedeckt und der Ringwall mit einer Palisade befestigt.

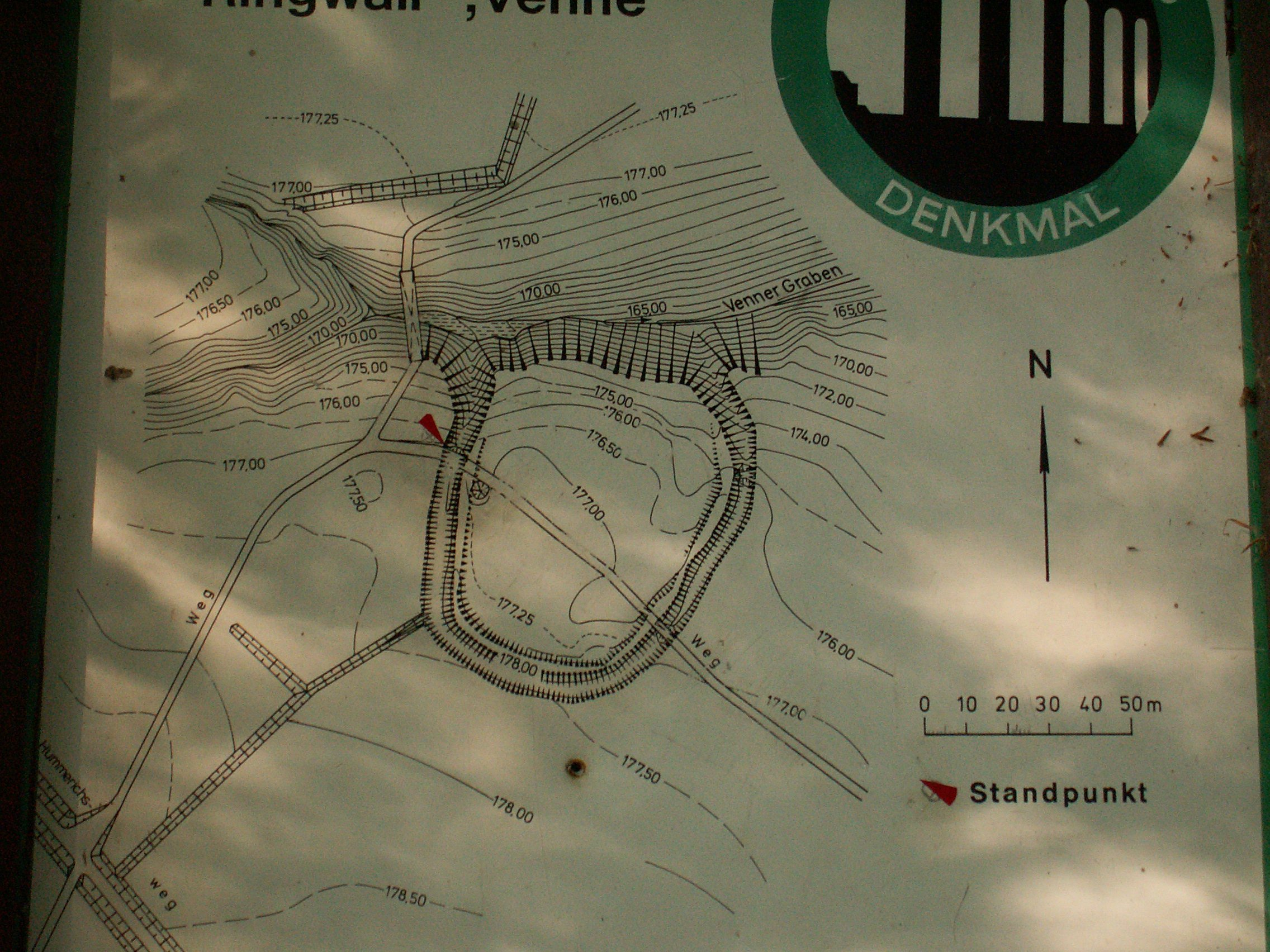
Karte des Ringwalls
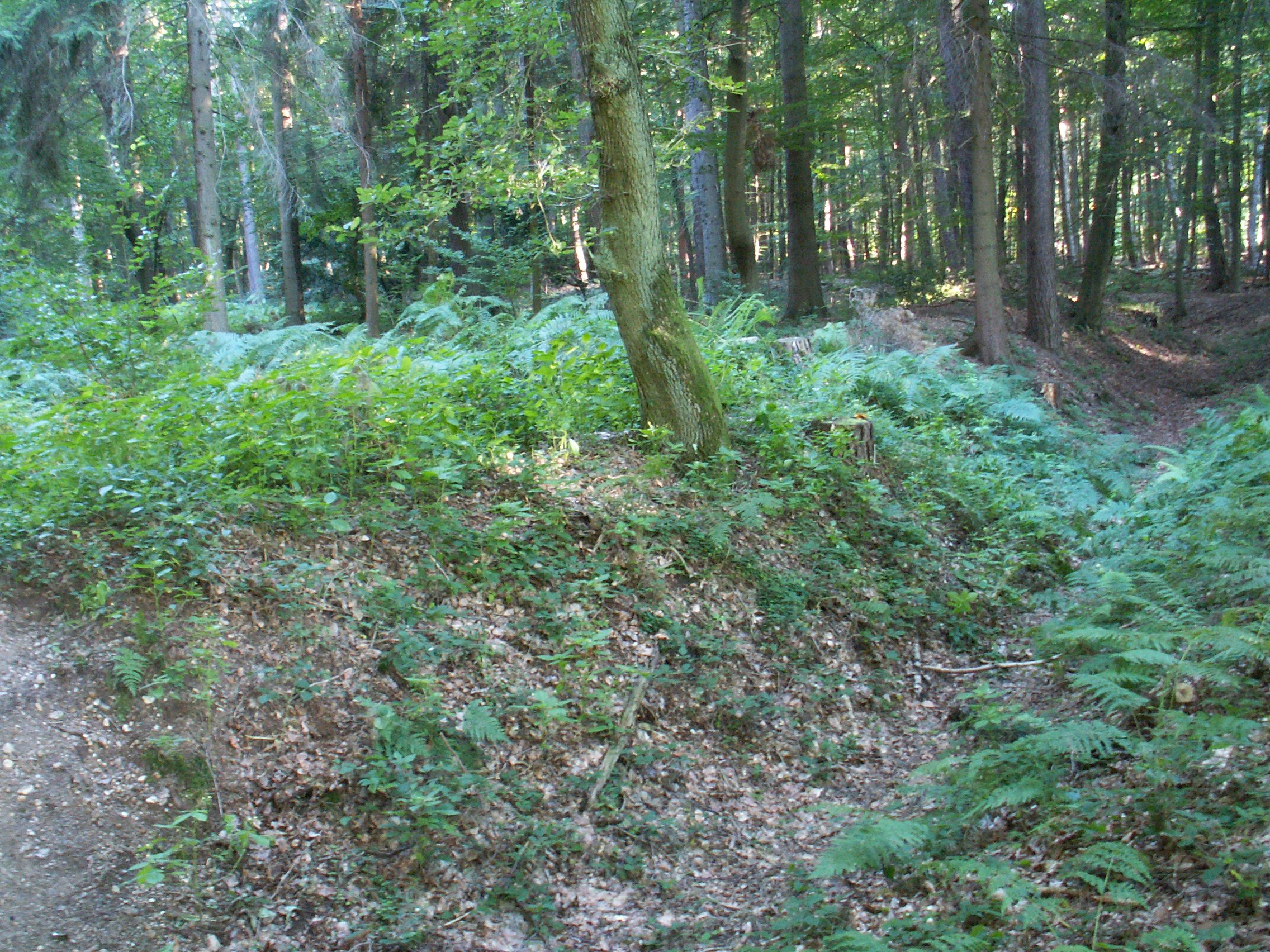
Ringwall Venne
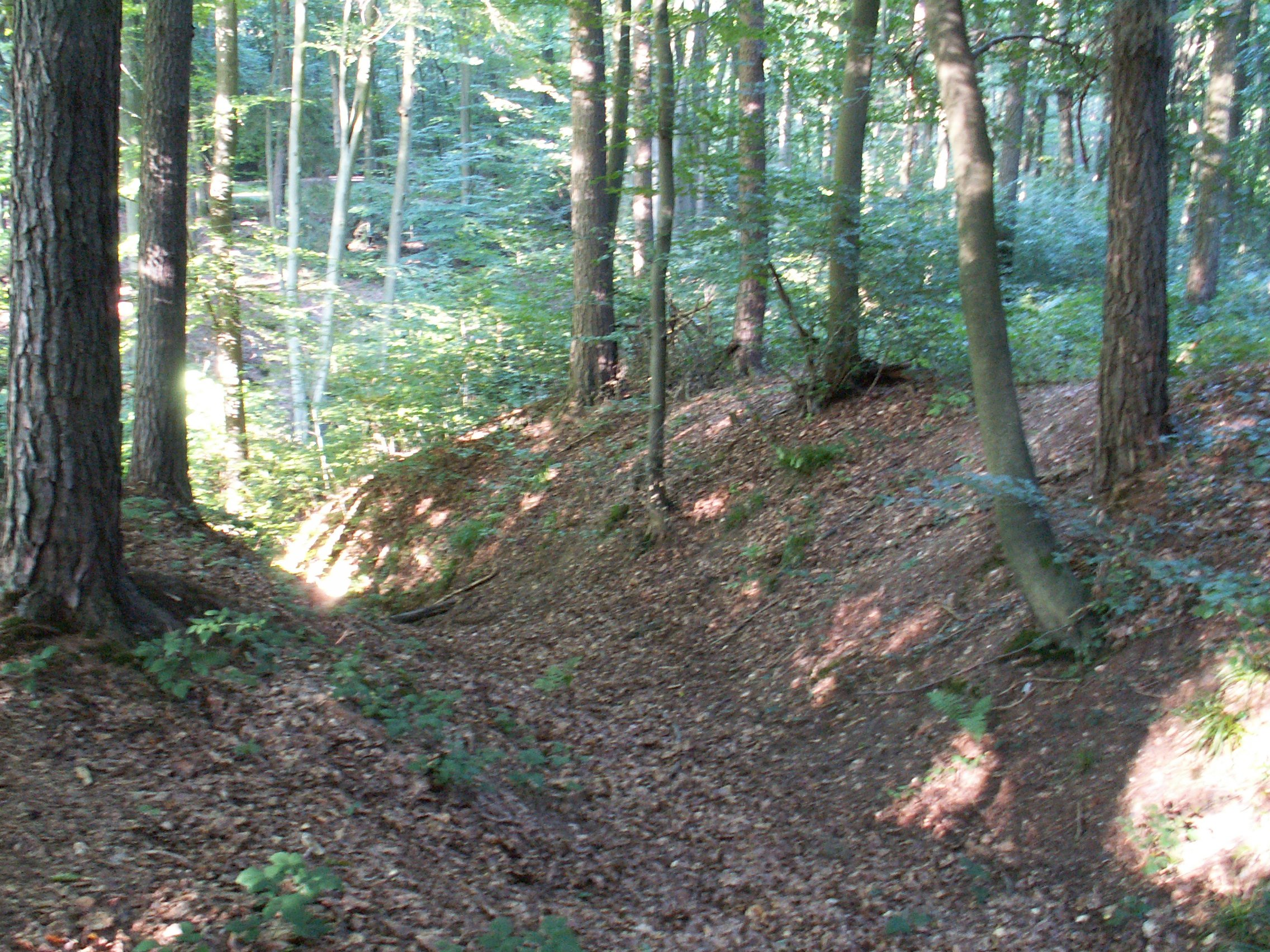
Ringwall Venne, im Hintergrund der Vennegraben
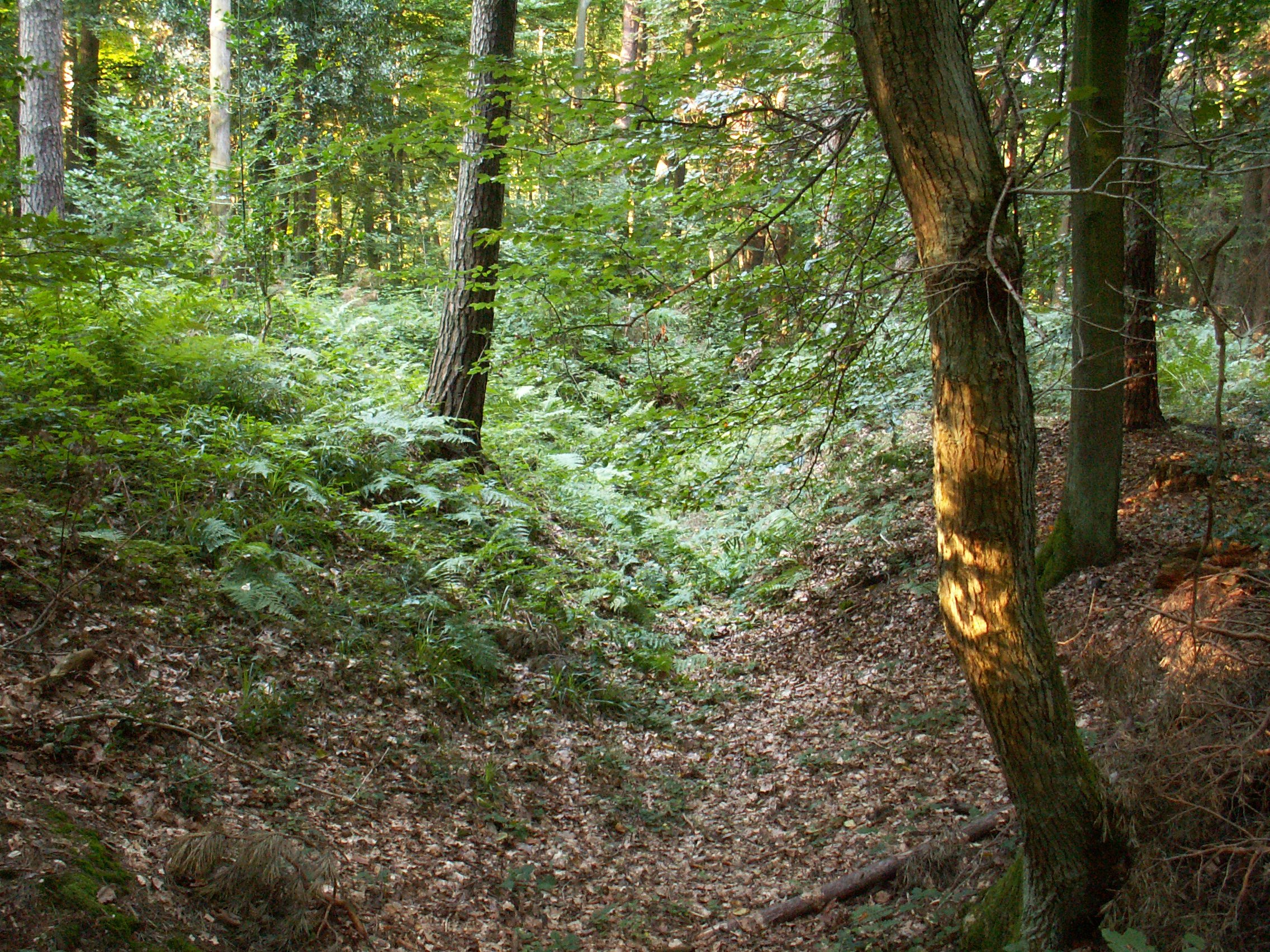
Ringwall Venne